# Pierre-Maurice Quays
Pierre Maurice Quays ( c. 1779-1802 o 1803) fue un pintor francés, vinculado al movimiento neoclásico. Se le atribuye la creación del término Rococó.
Su nombre a veces se escribe Quay o Quai.
Estudiante de Jacques-Louis David. Fue el fundador dentro del taller de este de la secta de los Barbudos o Meditadores con algunos otros estudiantes incluyendo Jean-Pierre Franque, le gustaba ser llamado Agamenón. Abogó por un retorno a las líneas puras y simples del arte de la cerámica de la antigua Grecia. Vegetarianos, los Barbudos empujaron la adhesión a sus convicciones hasta el punto de usar en las calles de París ropa excéntrica inspirada en trajes griegos que atraían burlas e insultos.
Quays y Les Barbus fueron finalmente expulsados por David de su estudio en 1800 por criticar duramente su pintura L ' Intervention des Sabines.
Murió unos años más tarde en una fecha indeterminada y la secta no le sobrevivió. 

}«  Maurice Quay era el más hermoso de los hombres. La naturaleza había querido que fuera tan imponente por sus formas sensibles como por su genio, y como ella solo llegó a este punto de perfección expiar su obra maestra por grandes compensaciones, solo lo demostró. Desapareció antes de llegar a los años viréryes ... y el edificio del que él era la piedra angular se derrumbó sobre él, la sociedad de meditadores descendió desconocida en la tumba de la desconocida Mauricio.
Maurice Quay ... se colocó demasiado alto para acomodar los pensamientos y el caminar de lo vulgar, para interesarse por sus pasiones y tener fe en sus refinamientos. Lo había tomado con desdén a la edad de veinte años: contaba sólo veinticuatro y a menudo me preguntaba qué podría haber hecho más allá, en la edad de la madurez, en medio del irresistible tren de las cosas.  »
El término Rococó fue, después de Étienne - Jean Delécluze, creado por Quays durante su educación en el taller de David alrededor de 1797. Originalmente un término destinado a hacer una burla de un estilo radicalmente opuesto a sus gustos, es irónico que esta sea la principal contribución de Quay al mundo del arte, ya que de hecho no se conoce ningún lienzo de él. Sin embargo, hay un retrato de él hecho alrededor de 1800 por Henri-François Riesener y conservado en el Museo del Louvre.
- Datos: Q3383380
- Multimedia: Pierre-Maurice Quays / Q3383380